# Priestley (cráter marciano)

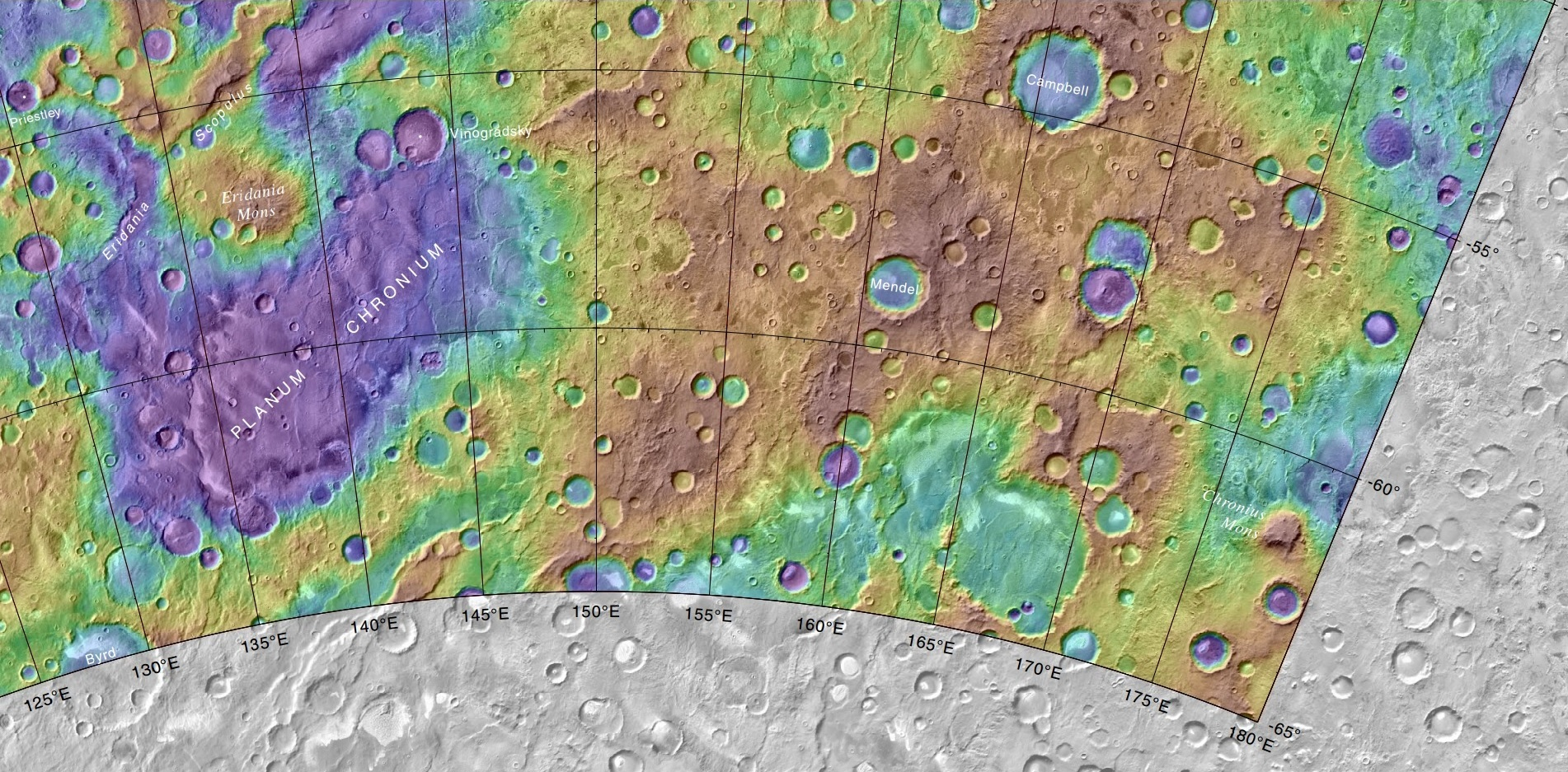
Mapa MOLA que muestra la ubicación de Priestley en relación con otros cráteres (esquina superior izquierda de la imagen). Los colores indican elevaciones.

Priestley es un cráter de impacto situado en el cuadrángulo Eridania de Marte, localizado en las coordenadas 54.4°S de latitud y 229.4°O de longitud. Tiene un diámetro de 41.9 km y debe su nombre a Joseph Priestley. La denominación fue aprobada en 1973.
| [[File:Wikipriestly.jpg\|1200px\|alt={{{Alt\|{{{descripción}}}]]                                                                                               |
| Priestley, fotografía de la cámara CTX a bordo del Mars Reconnaissance Orbiter. Bordes norte y sur del cráter (El norte, hacia la izquierda de la fotografía). |